# Diario Ordinario
Il Diario Ordinario (noto presso i lettori come Il Chracas, dal 1808 Diario di Roma), fu un periodico stampato a Roma dalla famiglia Chracas dal 1716 al 1848. Grazie alle notizie politiche, culturali e artistiche che riporta, è una fonte di primaria importanza per la ricerca storica sulla Roma del tempo.

## La famiglia e stamperia Chracas
I Chracas furono un'importante famiglia di tipografi ed editori. Di origine pugliese (provenivano da Spinazzola, antico borgo situato a 55 km da Bari), furono attivi a Roma dal 1698 al 1771.

Ad iniziare l'attività fu Luca Antonio (c. 1659 – 1723) che, intorno al 1697, aprì una stamperia nella Curia Innocenziana in piazza Montecitorio, che fu attiva fino al 1701, quando il papa Clemente XI assegnò i locali a Girolamo Minardi.
Chracas si trasferì allora in una bottega nel palazzo Vitelleschi, presso San Marco al Corso, che funzionava sia da officina che da locale per la vendita dei libri. A partire dal 1703 circa, Luca Antonio non figurò più nelle edizioni stampate come il titolare della stamperia, ma al suo posto iniziò a comparire il figlio Giovanni Francesco (Roma c. 1692 – 1741), il quale mantenne l'attività fino al 1721, quando passò per breve tempo a suo fratello Galeazzo (Roma c. 1696 – 1721) e infine alla sorella Caterina (Roma c. 1693 – 1771). Nel corso della loro centennale attività i Chracas pubblicarono due testate approvate ufficialmente dalla Santa Sede: il «Diario Ordinario» e «Notizie per l'anno» (l'annuario pontificio). Essi sono considerati quindi in fondatori dell'annuario pontificio.
Alla morte di Caterina nel 1771, la Stamperia Chracas passò nelle mani del suo collaboratore Alessandro Burlini (che l'acquistò dalle due eredi universali, la cugina Anna Palombi de Nobili e la cognata Laura de Nobili). Alla morte di costui fu acquisita da Vincenzo Pilucchi, altro giovane di bottega. Questi mantenne, grazie al privilegio concessogli da Papa Pio VI, il nome «Stamperia Chracas» (che sul finire del XVIII secolo perse l'”h” del nome diventando «Cracas»), concessione che fu ribadita da Papa Pio VII anche per la discendenza femminile: furono infatti le sue figlie che ereditarono l'attività, mantenendola in vita fino alla metà dell'Ottocento. 
Nel 1816 la tipografia si trasferì dalla storica sede in Via del Corso a piazza di Sciarra.

## Storia

### I primi anni
Tra le tante pubblicazioni della famiglia Chracas, l'edizione che rese celebre la stamperia e che ne accompagnò quasi tutta l'esistenza fu proprio il «Diario Ordinario». Si deve la sua nascita al capostipite Luca Antonio, il quale fondò nel 1716 il «Diario Ordinario d'Ungheria», un foglio informativo settimanale riguardante le notizie sulla guerra austro-turca (1716-1718). 
Luca Antonio compilò le notizie e il fratello Giovanni Francesco si occupò della stampa. Il Diario usciva il sabato. Durante il conflitto l'unica fonte delle notizie furono le corrispondenze da Vienna. Il nome di Vienna appariva sul frontespizio. Oltre a fornire le notizie dal fronte, il periodico dava conto anche di nomine (cardinalizie e vescovili), consacrazioni, stato delle anime, sposalizi e funerali di persone distinte. Nel primo anno le uscite furono irregolari (29 numeri in tutto). Nel 1717 si pubblicarono 87 numeri, considerando anche i supplementi (Diario Succinto).
Dopo la fine della guerra il Diario Ordinario fu riorganizzato. Le uscite passarono da una a due settimanali. Il 12 ottobre 1718 il nome di Vienna fu tolto dal frontespizio e il titolo fu accorciato in «Diario Ordinario». Stampato in ottavo (circa 22 x 15 cm), aveva una foliazione di 16 pagine. Fino al 1718 le notizie dall'Impero austro-ungarico apparvero in prima pagina, seguite dalle nuove da Roma. Con la fine della guerra il rapporto venne invertito: dal 1719 le notizie di Roma apparvero per prime. Il giornale iniziò, inoltre, a dare spazio agli avvenimenti riguardanti tutto lo Stato Pontificio, trasformandosi in breve tempo in un vero e proprio giornale nazionale. 

### Dal 1723 alla fine del secolo XVIII

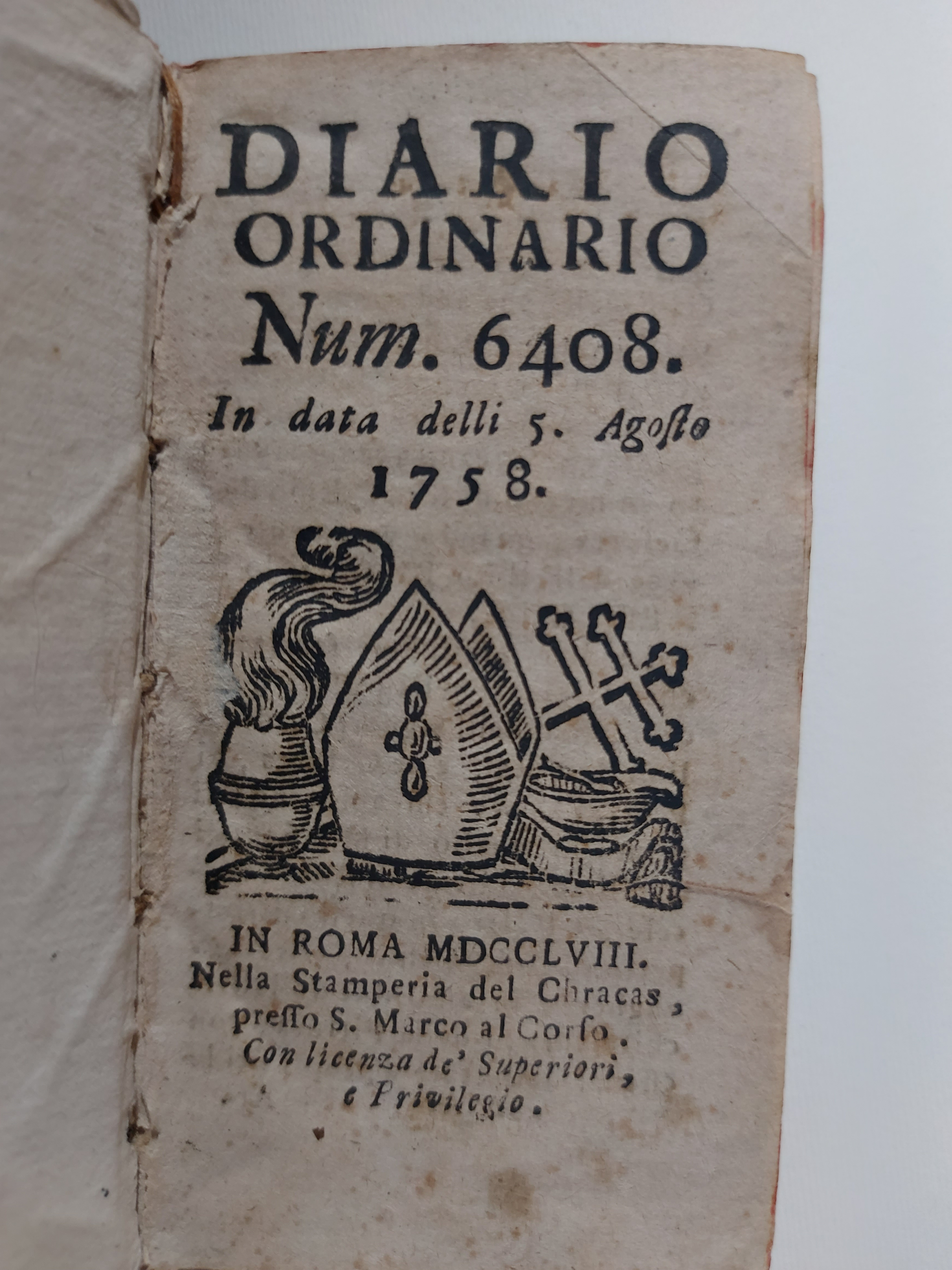
Numero di sabato 5 agosto 1758

Dopo la morte di Luca Antonio (1723) prese il suo posto la figlia. Caterina Chracas condusse il «Diario» per 40 anni, fino al 27 gennaio 1771, anno della sua morte. Durante la sua direzione il giornale ricevette un grande impulso e ne guadagnò in credibilità e affidabilità. Dopo la morte di Caterina, non avendo ella avuto figli,  si succedettero alla direzione del «Diario» Vincenzo Giannini, Gaetano Cavalletti, Pietro Magnani e Giovanni de Angelis. 
A partire dal gennaio 1775, anno di svolta per la testata, la pubblicazione venne scissa in due distinti fascicoli: il «Diario Estero», pubblicato il venerdì, per tutte le notizie provenienti dall'estero; e il «Diario Ordinario», pubblicato il sabato, per le informazioni riguardanti lo Stato Pontificio. Non ci sono fonti che riportino con esattezza la tiratura. Si ritiene peraltro che il giornale, venduto su abbonamento, avesse un'elevata diffusione, sia grazie al prezzo modico che al comodo e piccolo formato.

### Il XIX secolo
Le pubblicazioni del «Diario Ordinario» si interruppero:
- tra il 15 dicembre 1798 e il 5 ottobre 1799 (periodo della Repubblica Romana)[5];
- dal luglio 1809 al luglio 1814 (per la prigionia di Papa Pio VII in Francia).

Con il numero del 5 ottobre 1799 le uscite ripresero regolarmente proseguendo la numerazione interrotta dieci mesi prima. Con due modifiche: a) le uscite furono spostate alle giornate di martedì e venerdì; b) entrambe le edizioni contennero le notizie di Roma. Dal 29 giugno 1808 il titolo cambiò in «Diario di Roma» che divenne il nome definitivo del giornale, anche se i romani continuarono a chiamarlo “Il Cracas” come ormai era diventata loro abitudine.
Dopo l'arresto di Pio VII (6 luglio 1809) le pubblicazioni del «Diario» furono sospese. Durante la prigionia del pontefice il periodico ufficiale del governo francese fu il «Giornale di Campidoglio» (1º luglio 1809, N. 1), che dal 1812 cambiò nome in «Giornale del Dipartimento di Roma». L'ultimo numero uscì il 30 giugno 1814.
Il 6 luglio successivo ripresero le pubblicazioni del «Diario di Roma», stampato sempre nella tipografia dei Chracas nel consueto piccolo formato e con una foliazione di 24 pagine. Si pubblicò il mercoledì e il sabato. Direttore fu il piacentino Gaetano Cavalletti, che esercitava l'incarico sin dal 1804. Dal 1815 le uscite divennero trisettimanali: fu aggiunto il giovedì, giorno di pubblicazione delle «Notizie del giorno», foglio contenente le notizie urbane di Roma (27 aprile 1815, N. 1).
La redazione del «Diario» seppe sempre ben adattarsi alle mutevoli esigenze delle autorità ecclesiastiche, che regolarmente controllavano e selezionavano le notizie da pubblicare, quasi fino ad un uso propagandistico della testata. Ciononostante, il settimanale accompagnò con le sue cronache i più importanti eventi della storia del Settecento, fino a metà Ottocento. 
Nel 1837 il numero del mercoledì fu anticipato al martedì. Con motu proprio del 29 dicembre 1847 papa Pio IX assegnò al Ministero dell'interno la suprema direzione del giornale ufficiale di Roma nonché i poteri di controllo sulla stampa periodica. Con il numero del 15 gennaio 1848 il «Diario» terminò le pubblicazioni. Al suo posto uscì la «Gazzetta di Roma» (Anno I, n. 1: 17 gennaio 1848), stampata in sesto grande. Nel luglio dello stesso anno la tipografia Cracas esaurì la propria attività ed il privilegio di stampa passò ai Salviucci.

## L'edizione Maes
Nel 1887, il bibliotecario e pubblicista romano Costantino Maes (1839-1910) riprese le pubblicazioni del Cracas, che erano terminate nel 1848, e le proseguì, con cadenza settimanale, fino al 1894, impegnandosi personalmente come unico redattore del periodico.